# Партизанський район (Красноярський край)
Партизанський район (рос. Партизанский район) — адміністративно-територіальна одиниця (район) та муніципальне утворення (муніципальний район) в східній частині Красноярського краю Росії. Населення - 9 174 осіб (2020 рік).
Адміністративний центр - село Партизанське.

## Географія
Площа території району - 4959 км².
Суміжні території:
- Північ: Уярський район
- Північний схід: Рибинський район
- Схід: Саянський район
- Південь: Курагінський район
- Захід: Манський район

## Історія
У XIX столітті територія нинішнього Партизанського району входила до складу Рибінської волості. В 1901 році була утворена Перовська волость. Район утворений 4 квітня 1924 року під назвою Перовський район в складі Єнісейської губернії. У 1925 Перовський район в складі Красноярського округу увійшов до Сибірського краю. 21 лютого 1926 Перовський район був перейменований в Партизанський район. У 1930 Партизанський район безпосередньо увійшов до складу Східносибірського краю. З 7 грудня 1934 район в складі Красноярського краю. У 1963 район був скасований і увійшов в Уярський район. 30 грудня 1966 Партизанський район був відновлений.